# Juglans major
Pour les articles homonymes, voir Noyer (homonymie).
Espèce
Classification phylogénétique
Le Noyer noir d'Arizona (Juglans major) est une espèce de noyer originaire du Mexique et du sud-ouest des États-Unis.

## Habitat
Ce noyer est présent dans certaines régions du Mexique et dans les États américains du Texas, de l'Oklahoma, du Nouveau-Mexique, de l'Arizona et de l'Utah à des altitudes comprises entre 300 et 2 100 mètres.

## Description
L'arbre monoïque atteint en général une taille de quinze mètres pour un tronc de soixante centimètres. La feuille qui peut atteindre une trentaine de centimètres est composée de neuf à quinze folioles. La noix de forme ronde (2 à 3 cm de diamètre) a une épaisse coquille avec des rainures profondes qui renferme un cerneau comestible gras.
Ce noyer peut s'hybrider avec Juglans microcarpa,.

## Utilisation
En plus de la récolte de ses noix pour la consommation, le bois de l'arbre peut être utilisé dans la menuiserie ou comme bois de chauffage. 